# Marija Ancila Bubalo
Marija Ancila Bubalo (Široki Brijeg, 19. travnja 1943. – 14. srpnja 2006.) je hrvatska i bosanskohercegovačka pjesnikinja. Poslije pučke škole i gimnazije na Širokom Brijegu, diplomirala jugoslovenske književnosti i njemački jezik na Filozofskom fakultetu u Zagrebu. Od 1962. članica je hercegovačke provincije Školskih sestara franjevaka. Obnašala službu provincijalne poglavarice, profesorice hrvatskog i njemačkog jezika u Dubrovniku i Mostaru.

## Vanjske poveznice
- Pjesma  Arhivirana inačica izvorne stranice od 22. lipnja 2008. (Wayback Machine)